# Otacilia armatissima
Otacilia armatissima is een spinnensoort uit de familie van de Phrurolithidae.
De wetenschappelijke naam van de soort werd in 1897 gepubliceerd door Tord Tamerlan Teodor Thorell.